# Konventionelle Fallschirmausbildung

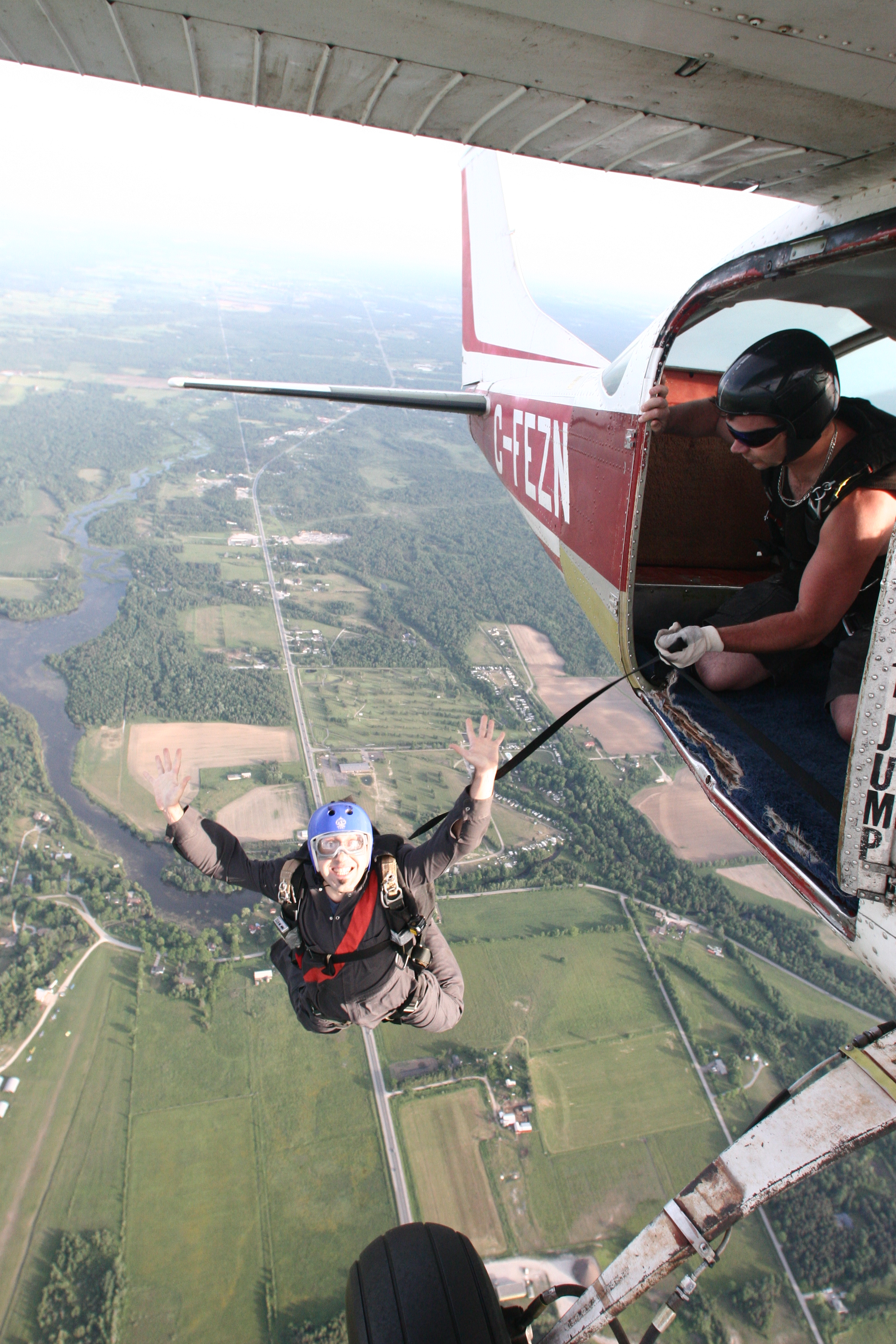
Ein Fallschirmspringer direkt nach dem Absprung mit einer Aufziehleine

Die konventionelle Fallschirmausbildung (Automatische oder Static-Line-Ausbildung) ist eine Ausbildungsmethode zum Erlernen des Fallschirmspringens.

## Ausbildung
Nach ein bis zweieinhalb Tagen Theorie und praktischen Übungen am Boden springt der angehende Fallschirmspringer am zweiten oder dritten Tag aus einer Höhe zwischen 1.000 und 1.500 Metern alleine aus einem Flugzeug. Durch eine am Flugzeug befestigte Aufziehleine öffnet sich nach wenigen Metern des Fallens der Hauptschirm ohne Eingreifen durch den Schüler. Aus dem Flugzeug heraus beobachtet ein Sprunglehrer das Verhalten des Schülers, besonders seine Haltung direkt nach dem Ausstieg, dem „Exit“. Bei guter Haltung wird ab dem vierten bis sechsten Sprung der Schirmauslösegriff in das Gurtzeug gesteckt. Diesen Griff soll der Schüler direkt nach dem Ausstieg ziehen, der Schirm öffnet sich aber immer noch durch die Leine. Deshalb wird hier von Scheingriff gesprochen. Gelingt das Ziehen mindestens dreimal gut, bleibt die Leine weg und aus dem Scheingriff wird ein echter Auslösegriff. Ab jetzt spricht man von manuellen Sprüngen.
Entsprechend den Fähigkeiten des Schülers, sich im freien Fall zu bewegen, wird die Absprunghöhe mit längerer Freifallzeit immer höher. Nach einer Mindestzahl an manuellen Sprüngen und den geforderten Freifallfähigkeiten kann die Lizenzprüfung abgelegt werden.

## Vergleich
Im Vergleich zur AFF-Ausbildung ist die Static-Line-Ausbildung die ältere. Die Gesamtkosten sind in etwa gleich; teilweise wird die konventionelle Ausbildung kostengünstiger angeboten.
Bei der AFF-Ausbildung ist bereits der erste Sprung ein Freifallsprung, während es bei der Static-Line-Ausbildung frühestens der siebte Sprung ist.
An größeren Sprungplätzen wird fast nur noch die AFF-Ausbildung angeboten. Für kleinere Sprungplätze lohnt sich teilweise die Weiterbildung ihrer Sprunglehrer wegen zu geringer Schülerzahlen nicht und sie bleiben bei der konventionellen Methode. Häufig werden auch beide Ausbildungsvarianten angeboten.